# Arctotheca
Arctotheca Vaill., 1754 è un genere di piante angiosperme dicotiledoni della famiglia delle Asteraceae.

## Descrizione

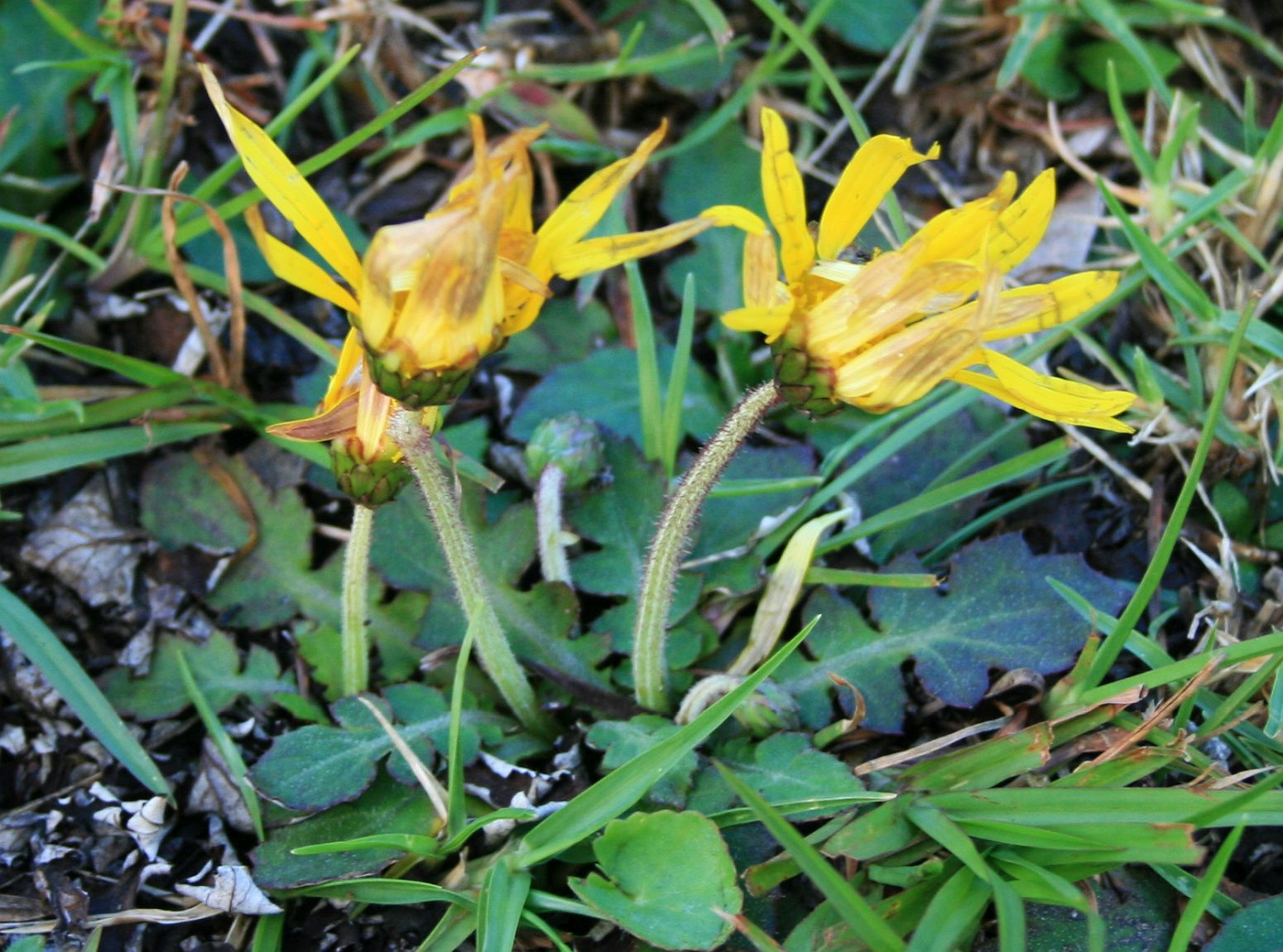
Il portamento
Arctotheca prostrata

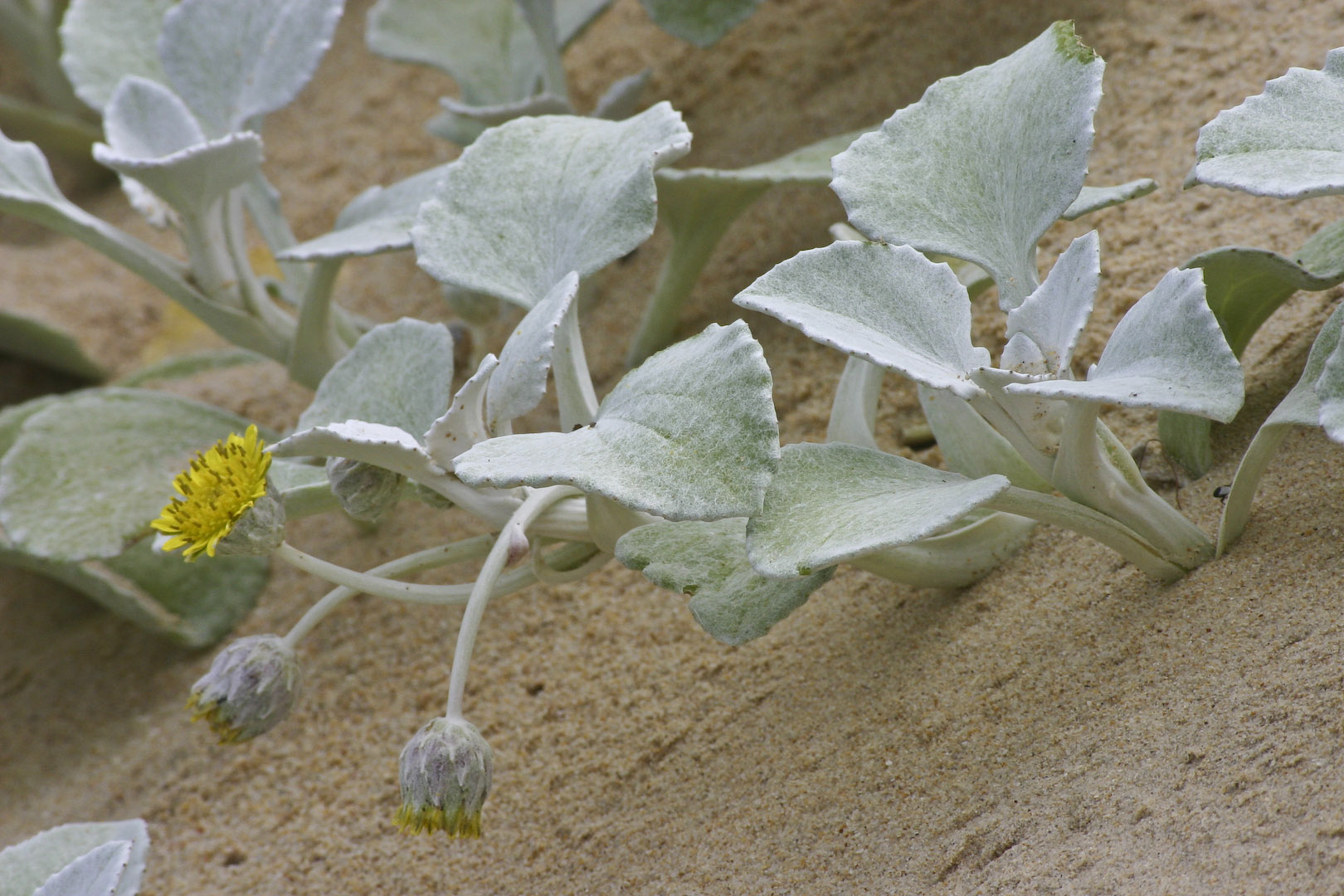
Le foglie
Arctotheca populifolia

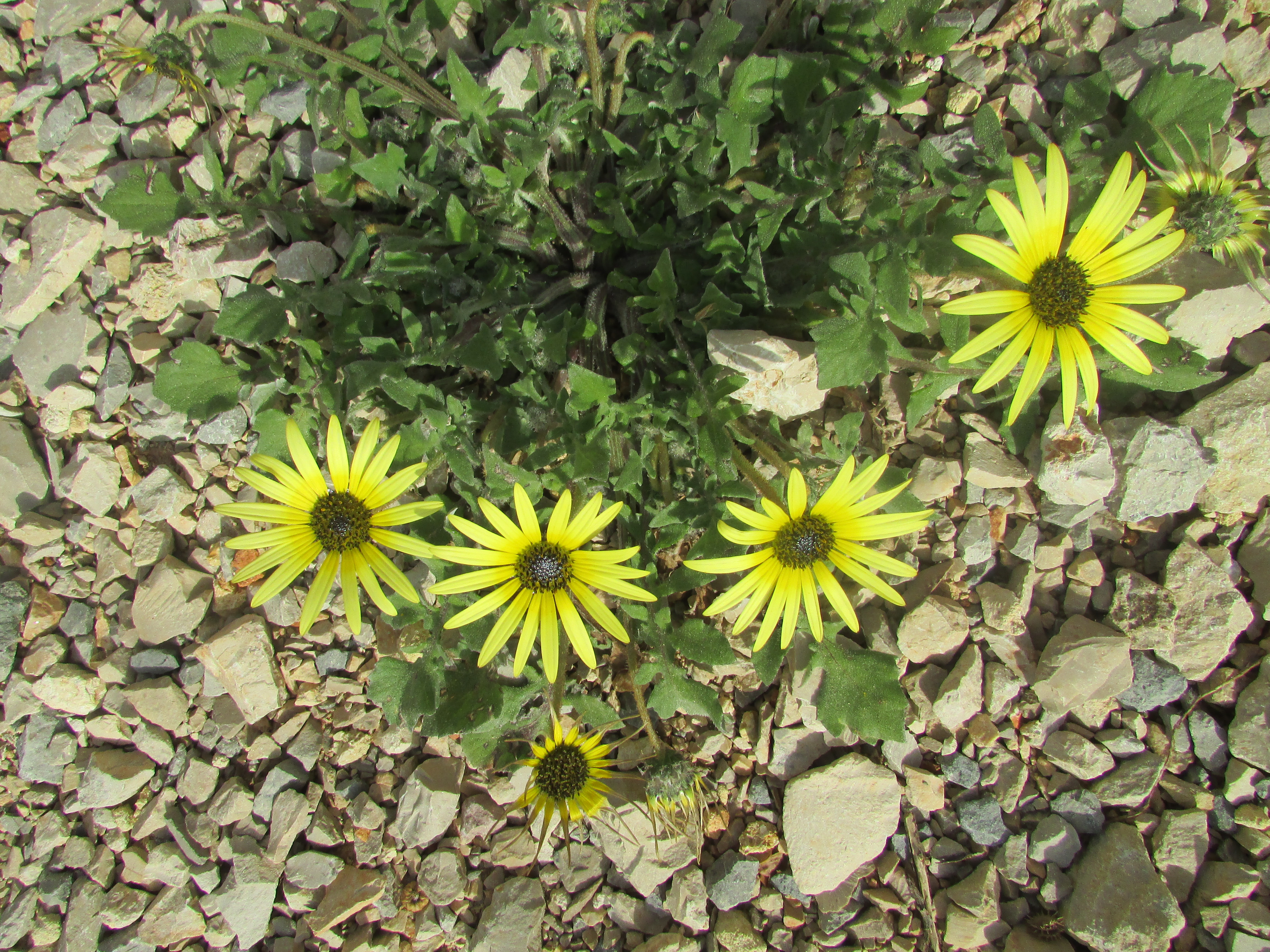
Infiorescenza
Arctotheca calendula

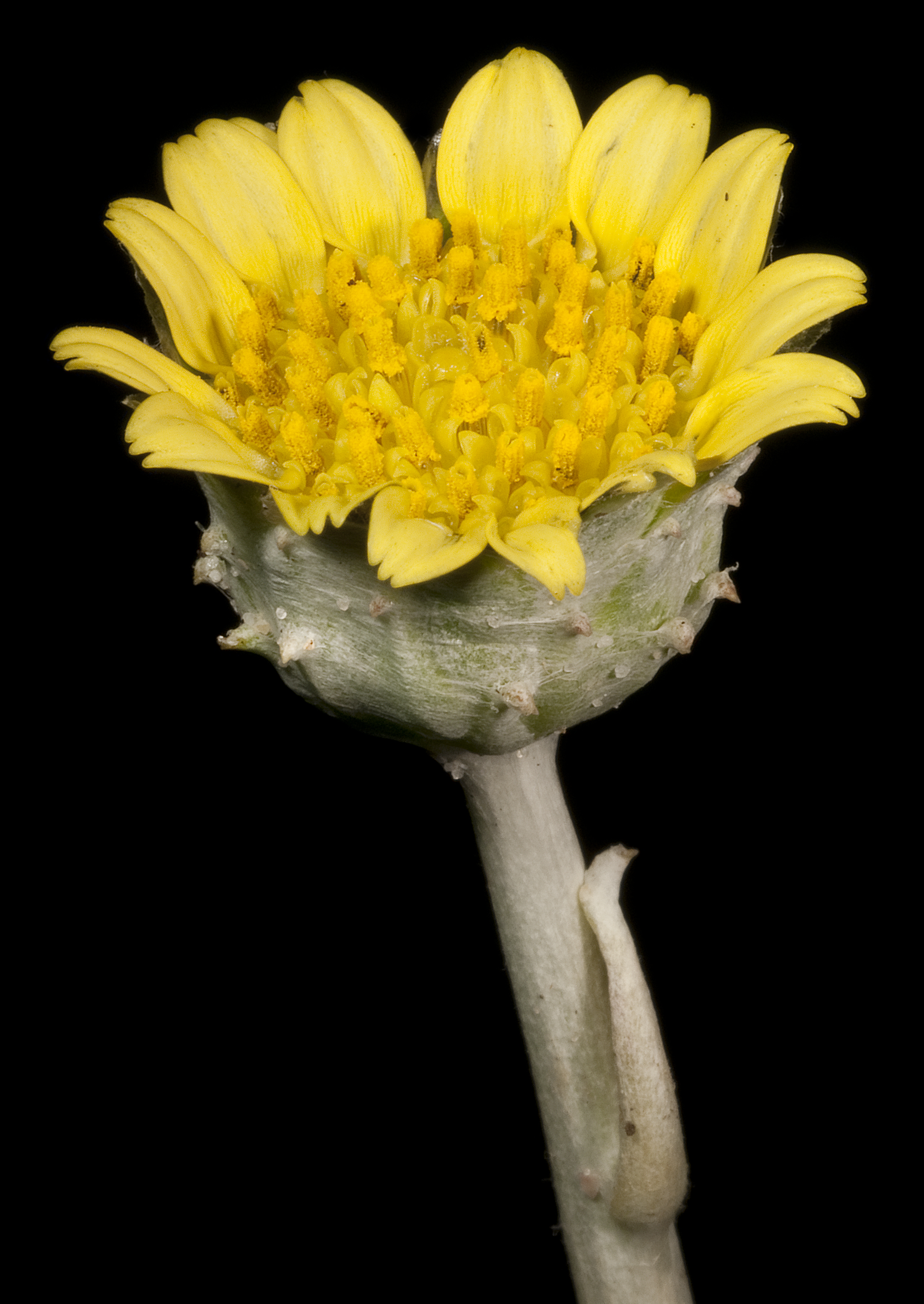
I fiori
Arctotheca populifolia

Le piante di questo genere sono delle erbe perenni o talvolta annuali senza latice; solitamente sono stolonifere e/o rizomatose. Gli scapi sono lanosi e in alcune specie sono presenti dei peli rossastri. I fusti sono da inclinati o striscianti fino a eretti. L'altezza massima è di 50 cm.
Sono presenti foglie sia basali sia cauline. Le foglie lungo il caule hanno una disposizione alternata. Le foglie rosulate in genere sono intere (obovate), altrimenti il contorno delle foglie (specialmente cauline) varia da lobato fino a pennatifido. La superficie abassiale è normalmente provvista di peli bianco-lanosi; quella adassiale è scarsamente pubescente o aracnoide fino a glabra. I bordi non sono spinosi.
Le infiorescenze sono composte da capolini per lo più singoli, peduncolati e scaposi. I capolini di tipo radiato sono formati da un involucro a forma da emisferica a campanulata composto da brattee disposte in modo embricato e scalato su più serie (da tre a sei) all'interno delle quali un ricettacolo fa da base ai fiori tubulosi (quelli centrali o del disco) e ligulati (quelli periferici o del raggio). Le brattee, simili a foglie e con forme da ovate o da oblunghe a lineari con margini scariosi, sono libere, quelle esterne hanno degli apici, da acuti ad acuminati, a consistenza fogliacea, quelle interne hanno delle forme ottuse con apici scariosi. Il ricettacolo è piatto, alveolato o liscio, e privo di pagliette. Diametro dell'involucro: 10 – 15 mm.
I fiori sono tetra-ciclici (ossia sono presenti quattro verticilli: calice – corolla – androceo – gineceo) e pentameri (ogni verticillo ha cinque elementi). I fiori del raggio sono neutri (né parti maschili, né parti femminili), talvolta sono presenti degli staminoidi); quelli centrali (del disco) sono ermafroditi e fertili.
- Formula fiorale:

*/x K {\displaystyle \infty }, [C (5), A (5)], G 2 (infero), achenio
Calice: i sepali del calice sono ridotti a una coroncina di squame.
Corolla: le corolle dei fiori in genere sono corte. Quelle dei fiori periferici sono raggianti a forma ligulata (zigomorfi) terminati con tre lobi (e quattro venature); il colore è giallo o giallo pallido, talvolta più scuro verso la base della ligula; a volte diventano bluastre in fase di essiccamento. I fiori centrali, quelli del disco, sono tubulosi (attinomorfi) con delle corolle che terminano con cinque lobi poco profondi; talvolta hanno degli ispessimenti sul lato abassiale dei lobi; i colori sono più forti di quelli esterni.
Androceo: gli stami sono cinque con filamenti liberi, distinti e papillosi, mentre le antere sono saldate in un manicotto (o tubo) circondante lo stilo. Le appendici apicali delle antere sono brevi e arrotondate (o ottuse). Le teche sono speronate ma senza coda. Le pareti dell'endotecio sono radiali.
Gineceo: lo stilo è filiforme, mentre gli stigmi dello stilo sono due e divergenti. L'ovario è infero uniloculare formato da due carpelli. Lo stilo è ingrossato all'apice e con peli concentrati in un anello appena sotto la biforcazione stigmatica.
Il frutto è un achenio con un pappo. Gli acheni hanno delle forme da obovoidi a prismatiche (appiattite con quattro angoli), sono costoluti; il pericarpo può avere una subepidermide sclerificata; la villosità della superficie varia da densa a sparsa, oppure la superficie è glabra. Il pappo, di solito persistente, è formato da piccole scaglie (sette - nove scaglie) oppure è assente.

## Biologia
- Impollinazione: l'impollinazione avviene tramite insetti (impollinazione entomogama tramite farfalle diurne e notturne).
- Riproduzione: la fecondazione avviene fondamentalmente tramite l'impollinazione dei fiori (vedi sopra).
- Dispersione: i semi (gli acheni) cadendo a terra sono successivamente dispersi soprattutto da insetti tipo formiche (disseminazione mirmecoria). In questo tipo di piante avviene anche un altro tipo di dispersione: zoocoria. Infatti le brattee dell'involucro possono agganciarsi ai peli degli animali di passaggio disperdendo così anche su lunghe distanze i semi della pianta.

## Distribuzione e habitat
La distribuzione delle piante di questa specie è relativa all'areale dal Mozambico al Sudafrica. Altrove sono introdotte (Europa, Australia e California).

## Tassonomia
La famiglia di appartenenza di questa voce (Asteraceae o Compositae, nomen conservandum) probabilmente originaria del Sud America, è la più numerosa del mondo vegetale, comprende oltre 23 000 specie distribuite su 1 535 generi, oppure 22 750 specie e 1 530 generi secondo altre fonti (una delle checklist più aggiornata elenca fino a 1 679 generi). La famiglia attualmente (2021) è divisa in sedici sottofamiglie.

### Filogenesi
Le piante di questa voce appartengono alla sottotribù Arctotidinae (tribù Arctotideae) della sottofamiglia Vernonioideae. Questa assegnazione è stata fatta solo ultimamente in base ad analisi di tipo filogenetico sul DNA delle piante. Precedenti classificazioni descrivevano queste piante nella sottofamiglia Cichorioideae.
Questo genere è simile al genere Calendula, differisce per gli acheni dei fiori interni con forme diritte o debolmente curvi e superficie non rugosa e non tubercolata; è simile anche al genere Gazania, differisce per le ligule colorate di giallo (o giallo pallido) in modo uniforme. Si distingue inoltre dal resto dei generi della sottotribù in quanto i fiori del raggio sono neutri (né femminili, né maschili).
La specie A. calendula, diffusa nei vari continenti (Australia, California e Europa - è presente anche sul territorio italiano), è la più importante di questo gruppo. Da un punto di vista filogenetico, risultato delle analisi del DNA della pianta, è molto vicina alle specie Haplocarpha lanata e H. lyrata. Queste tre specie hanno diversi caratteri in comune: i fiori del disco ermafroditi, i filamenti delle antere papillosi e la mancanza di ali abassiali sugli acheni; ma contemporaneamente differiscono per molte altre caratteristiche morfologiche, tra cui la fertilità dei fiori del raggio, la lunghezza del pappo rispetto alla lunghezza dell'achenio, e la forma dell'achenio e la sua pubescenza.
Dal un punto di vista morfologico i caratteri più indicativi per questo genere sono:
- i fiori del raggio sono neutri (né maschili, né femminili);
- i fiori del disco sono ermafroditi;
- i filamenti delle antere sono papillosi;
- gli acheni sono appiattiti bilateralmente e hanno delle creste abassiali ben sviluppate ma prive di ali.

Il numero cromosomico delle specie di questo genere è: 2n = 18.

### Elenco delle specie
Per questo genere sono assegnate le seguenti cinque specie:
- Arctotheca calendula (L.) Levyns
- Arctotheca forbesiana  K.Lewin
- Arctotheca marginata  Beyers
- Arctotheca populifolia  (P.J.Bergius) Norl.
- Arctotheca prostrata  (Salisb.) Britten

### Flora spontanea italiana
Sul territorio italiano è presente la seguente entità:
- Arctotheca calendula (L.) Levyns - Fiorrancio invasivo del Capo: l'altezza massima della pianta è di 2 - 4 dm; il ciclo biologico è annuo; la forma biologica è terofita scaposa (T scap); il tipo corologico è Sud Africano; l'habitat tipico sono gli ambienti antropizzati, gli incolti aridi; in Italia è una specie invasiva e si trova al Sud fino a una quota di 600 m s.l.m.

### Sinonimi
Sono elencati alcuni sinonimi per questa entità:
- Alloiozonium Kunze
- Cryptostemma  R.Br.
- Cynotis  Hoffmanns.
- Microstephium  Less.